# Leslie Lavandier
Leslie Lavandier, née le 4 juin 1989 à Paris, est une actrice française.

## Biographie[1]
Son père, Luc Lavandier, est comédien et sa mère travaille dans le monde du théâtre.
Elle est allée au collège à Paris dans le XVIIIe arrondissement, puis a poursuivi ses études au collège-lycée Jacques-Decour dans le IXe arrondissement. Leslie Lavandier a arrêté l'école à 16 ans pour se concentrer sur ses études de théâtre, de danse et de chant.
Elle a pris des cours de théâtre dans l'école "Le Cours" dans le XIXe arrondissement et a été élève du Conservatoire du XIVe avec Jean-François Prévand.
Elle a également pris des cours de chant avec Yvette Ancelle, et pratique la danse (hip hop, salsa, classique, modern jazz …) depuis 1995.
Elle a travaillé comme serveuse, et a notamment joué au café-théâtre.

## Filmographie[2]
- 2008-2010 : Cœur Océan (saison 3-4) : Chris
- 2009 : Adresse inconnue - "Quelques Jours"
- 2010 : Louis la Brocante - "Louis et le Palais idéal" : Virginie
- 2011: Inquisitio

## Théâtre[2]
- 2011 : TOc TOc de Laurent Baffie rôle de lili
- 2007 : Le singe égal du ciel (d'après un roman de Frédérick Tristan), mise en scène de Denis Llorca